# José Rodrigues da Costa Dória

José Rodrigues da Costa Dória (Propriá, 25 de julho de 1857 — Salvador, 14 de janeiro de 1938) foi um médico e político brasileiro.
Foi presidente de Sergipe, de 24 de outubro de 1908 a 10 de julho de 1909 e de 13 de novembro de 1909 a 24 de outubro de 1911.

## Biografia
Na infância, estudou no Ateneu Sergipense, em Aracaju. Entrou na Faculdade de Medicina da Bahia, em Salvador, e se formou em 1882. Foi médico em Laranjeiras (SE) até 1885, quando decidiu retornar à faculdade pela qual se diplomara para ser professor-adjunto de medicina legal e toxicologia, disciplina a qual assumiria a cátedra.
Em 1892, liderou a cátedra de botânica e zoologia na faculdade. Tornou-se professor de medicina legal da Faculdade Livre de Direito da Bahia e elegeu-se conselheiro municipal de Salvador em 1896, participando do Conselho Sanitário Superior da Bahia.
Na vida política, começou como deputado federal por Sergipe, em 1897, pelo Partido Republicano Conservador, sendo reeleito três vezes – 1900, 1903 e 1906. Em julho de 1908, venceu o pleito para tornar-se governador, chamado à época de presidente do estado, Sergipe, precedido por Guilherme Campos, onde permaneceu até outubro de 1911, quando foi sucedido por José de Siqueira Meneses.
Em 1918, foi eleito novamente deputado federal por Sergipe. Foi um dos signatários de manifesto dirigido “aos nossos amigos eleitores sergipanos”, que recomendava o nome de Ruy Barbosa para as eleições presidenciais realizadas em abril de 1919. A candidatura se opunha à de Epitácio Pessoa, que foi o vencedor das eleições. Terminou seu mandato na Câmara em junho de 1920.
Para a Assembleia Nacional Constituinte de 1933, foi eleito deputado por Sergipe na legenda Liberdade e Civismo. Assumiu a cadeira em 15 de novembro do mesmo ano e ajudou a elaborar a nova Constituição. Encerrou seu mandato em abril de 1935.
Em 1934 foi eleito, em Sergipe, para a Assembleia Constituinte Estadual com a maior votação do estado em 1º turno.
Foi também sócio do Instituto Histórico e Geográfico de Sergipe, do Instituto Histórico e Geográfico da Bahia e da Academia Nacional de Medicina do Rio de Janeiro.